# Кейв, Джесси
Джессика Элис Ллойд «Джесси» Кейв (Браун) (англ. Jessica Alice Lloyd "Jessie" Cave (Brown) род. 5 мая 1987, Лондон, Великобритания) — британская актриса театра, кино и телевидения, стендап-комик, художница и писательница.

## Ранние годы
Джессика родилась 5 мая 1987 года в Лондоне, в семье докторов и стала вторым ребёнком. Имеет старшего брата по имени Джейми, также двух младших братьев, имена которых Бен и Робби, и младшую сестру Бебе, которая также является актрисой. После окончания школы поступила в Кингстонский Университет Анимации, но в 19 лет бросила учёбу. Занималась теннисом и плаванием. Работала промоутером косметики, няней и рабочим сцены в театре — поднимала занавес, чтобы на всякий случай иметь сбережения. Забросила плавание, так как не захотела ехать на летнюю Олимпиаду. В 2020 году призналась в интервью, что в 14 лет была изнасилована своим тренером по теннису, суд признал его виновным, и мужчина сел в тюрьму. Окончательно бросила теннис после получения травмы в 15 лет. По совету матери пошла в модельное агентство и получила работу в качестве девушки, представляющей аксессуары для волос: банты, ободки и ленты.

## Карьера
От своего модельного агентства в 2006 году она получила работу — представлять новый телефон в рекламе Nokia 5700 Xpress Music. 
1 июля 2007 года получила роль Лаванды Браун в фильме «Гарри Поттер и принц-полукровка» на открытом кастинге, она обошла более 7000 девушек. Она также озвучила Лаванду в экранизациях видеоигр «Гарри Поттер и принц-полукровка» и «Гарри Поттер и дары смерти: часть 2».
В 2008 году дебютировала в сериале «Саммерхилл», показанном на канале CBBC.
В июне 2009 года дебютировала в Вест-Энде, сыграв Томасину в возрожденной постановке Тома Стоппарда «Аркадия» в театре Герцога Йоркского. В декабре того же года Кейв сыграла второстепенную роль водяной нимфы в фильме 2009 года «Чернильное сердце».

## Личная жизнь
В 2010 году на юмористическом фестивале в Эдинбурге (Шотландия), где присутствовала среди посетителей, познакомилась со своим будущим мужем, известным стендап-комиком по имени Альфи Браун, который впоследствии уговорил её тоже заняться этим. В 2013 году вышла за него замуж. 4 октября 2014 года у пары родился сын Донни Кэйв Браун. 21 июля 2016 года родилась дочь Марго Браун. 22 октября 2020 года родился сын Теннесси Браун. 22.03.2022 у супругов родился сын Беккер Браун. В 2017 году пара решила разойтись, но в декабре 2018 года пара пришла к примирению.

## Фильмография
| Год       |    | Русское название                                           | Оригинальное название                                 | Роль                                  |
| --------- | -- | ---------------------------------------------------------- | ----------------------------------------------------- | ------------------------------------- |
| 2005—2007 | с  | Крэнфорд, эпизод «April 1843»                              | Cranford                                              | Крестьянка                            |
| 2008      | ф  | Чернильное сердце                                          | Inkheart                                              | Нимфа                                 |
| 2008      | ф  | Школа Саммерхилл                                           | Summerhill                                            | Стелла                                |
| 2009      | ф  | Гарри Поттер и Принц-полукровка                            | Harry Potter and the Half-Blood Prince                | Лаванда Браун.                        |
| 2009      | ки | Гарри Поттер и Принц - Полукровка ( озвучка видео игры )   | Harry Potter and the Half-Blood Prince ( game)        | Лаванда Браун                         |
| 2010      | ф  | Гарри Поттер и Дары Смерти: часть 1                        | Harry Potter and the Deathly Hallows – Part 1         | Лаванда Браун                         |
| 2011—2018 | с  | Сэйди Ж                                                    | Sadie J                                               | Гермиона                              |
| 2011      | ф  | Гарри Поттер и Дары Смерти: часть 2                        | Harry Potter and the Deathly Hallows – Part 2         | Лаванда Браун                         |
| 2011      | ки | Гарри Поттер и Дары Смерти: часть 2 ( озвучка видео игры ) | Harry Potter and the Deathly Hallows: Part II ( game) | Лаванда Браун                         |
| 2012—2013 | с  | Бабушкин дом                                               | Grandma house                                         | Зэззи / Zazzy                         |
| 2012      | ф  | Большие надежды                                            | Great Expectations                                    | Бидди / Buddy                         |
| 2012—2014 | с  | Молодая мамаша                                             | Pramface                                              | Анджела / Angela                      |
| 2013—2015 | с  | Подъем                                                     | Coming Up                                             | Дэниз / Denise                        |
| 2013      | ф  | Кингсмар                                                   | Knightmare                                            | Тэодора Снитч / Theodora Shith        |
| 2013—2015 | с  | Замок Дэнни                                                | Deni's Castle                                         | Леди Стэффи / Lady Staffy             |
| 2013—2015 | с  | Би Би Си Комедийные Ленты                                  | BBC Comedy Feeds                                      | Джэсси / Jessie                       |
| 2012—2014 | с  | Маги против пришельцев                                     | Wizards vs. Aliens                                    | Алисия Фэргюсон. / Alisia Ferguson    |
| 2013      | ф  | Доктора                                                    | Medics                                                | Милли / Millie                        |
| 2014      | ф  | Гордость                                                   | Pride                                                 | Зоэ / Zoe                             |
| 2012—2014 | с  | Кардинал Бернс                                             | Cardinal Burns                                        | Вариоус / Various                     |
| 2014—2016 | с  | Всякая всячина                                             | The Job Lot                                           | Энн - Мари Боне. / Ann - Marie Bonner |
| 2014      | с  | Клей                                                       | Glue                                                  | Энни / Annie                          |
| 2014      | с  | Раздавать девушек                                          | Give out girls                                        | Джорджи / George                      |
| 2015      | с  | Клей Онлайн                                                | Glue online                                           | Энни / Annie                          |
| 2015      | ф  | Страшные сказки                                            | Tale of tales                                         | Фенизия / Fenizia                     |
| 2015      | ф  | Высокий и сухой звук                                       | Hight and dry blap                                    | Сьюзен / Susan                        |
| 2012—2020 | с  | Вызовите акушерку: 5.02                                    | Call the Midwife                                      | Конни Мэнли / Connie Manley           |
| 2016      | ф  | Каша                                                       | Porrige                                               | Карэн / Karen                         |
| 2016      | ф  | Детский душ                                                | The baby shower                                       | Лэйла / Leela                         |
| 2017      | с  | При деньгах                                                | Loaded                                                | Рэйчел Купер / Rachel Cooper          |
| 2017      | ф  | Современная жизнь отстой                                   | Modern life is rubbish                                | Кэрри / Kerry                         |
| 2017      | с  | Каша                                                       | Porrige                                               | Карэн / Karen                         |
| 2016—2018 | с  | Бунтарь                                                    | The Rebel                                             | Стэф / Steph                          |
| 2011—2018 | с  | Черное зеркало                                             | Black mirror                                          | Эдна / Edna                           |
| 2013—2020 | с  | Отец Браун                                                 | Father Brown                                          | Пандора Потт / Pandora Pott           |
| 2018      | ф  | Анна, остров                                               | Anna, Island                                          | Лу / Lou                              |
| 2015—2018 | с  | Супермаркет                                                | Trollied                                              | Хизэр / Heather                       |
| 2018      | ф  | Бэнджамин                                                  | Benjamin                                              | Марта / Martha                        |
| 2019—...  | с  | Стенд ап: шоу скетчей                                      | The Stand Up Sketch Show                              | Джесси / Jessie                       |
| 2020—2025 | с  | Индустрия                                                  | Industry                                              | Бобби / Bobbi                         |
| 2020      | с  | Мы не можем говорить об этом теперь                        | We can't talk about that right now                    | Джессика / Jessica                    |
| 2020—2025 | с  | Мисс Скарлет и герцог                                      | Miss Scarlet and the Duke                             | Хэтти Паркер / Hattie Parker          |
| 2020      | с  | Сохо театр: по востребованию                               | Soho Theatre On Demand                                | Джесси / Jessie                       |
| 2021      | с  | Одержимый ( подкаст ) BBC                                  | Obsessed (podcast) BBC                                | Джессика / Jessica                    |
| 2021—2023 | с  | Смягчение                                                  | Buffering                                             | Рози / Rosie                          |
| 2022      | с  | Малыш                                                      | The Baby                                              | Эми / Amy                             |
| 2022—2023 | с  | Я бываю неразумной?                                        | Am I Being Unreasonable?                              | Эмбер / Amber                         |
| 2024      | с  | Поттеры                                                    | The Potters                                           | Белинда Поттер / Belinda Potter       |
| 2025      | ф  | Нечто в перьях                                             | The thing with feathers                               | Мать / Mum                            |

## Участие в шоу
1.   2008. HBO: Первый взгляд.
2.   2009. Дни кино.
3.   2009. Создание мира Гарри Поттера, часть 2: персонажи.
4.   2009. Экспоуз.
5.   2012. Создание мира Гарри Поттера, часть 8: взросление.
6.   2013. Поддельная реакция.
7.   2014. Алан Карр: Болтун.
8.   2015—2018. Воскресный завтрак.
9.   2016. Вещи Райта.
10. 2016. Топ 10.
11. 2016—2017. Забавные вещи о…
12. 2017. 8 из 10 кошек делают обратный отсчет.
13. 2017. Когда реалити — шоу идет ужасно неправильно.
14. 2017. Когда реалити — шоу идет ужасно неправильно 2.
15. 2018. Жареная битва.
16. 2018. Бессмысленные знаменитости.
17. 2019. Джон Ричардсон: Окончательно обеспокоенный.
18. 2020. Бессмысленные знаменитости.
19. 2021. Подкаст Ричарда Херрига о театре на Лестер сквер ( серия подкастов ).
20. 2021. Лоррэйн.
21. 2021. Дом игр Ричарда Османа.
22. 2022. Предполагаемый.
23. 2022. Хорошие вещи Гаррэвая.
24. 2022. Всякий раз когда это пинает с Джесси Кейв - авторский подкаст актрисы.

## Работа в театре
Джессика работает в Сохо-театре.
1.   2010. Аркадия. Томасина Каверли.
2.   2011. Мэри — Роуз. Мэри — Роуз.
3.   2012. Порода. Лив.
4.   2013. Книжный червь (моноспектакль).
5.   2014. Любовь — это… (стенд-ап).
6.   2016. Восход. (стенд-ап).
7. 2018. Пещерные женщины ( стенд - ап совместно с Бебе Кейв ).
8. 2023. Работа в процессе ( стенд - ап ).